# Atari Lynx
Atari Lynx és una consola portàtil produïda per Atari entre 1989 i 1996: dissenyada per Epyx, la Lynx competí amb la Game Boy, Game Gear i altres portàtils de la quarta generació de videoconsoles, a les quals supera en prestacions tècniques i avanços com la pantalla a color retroil·luminada, la disposició ambidextra i el sistema de comunicació entre consoles.

## Cronologia
|    | A.   | títol                                      |               |
| -- | ---- | ------------------------------------------ | ------------- |
| 1  | 1989 | California Games                           |               |
| 2  | 1989 | Blue Lightning                             |               |
| 3  | 1989 | Gates of Zendocon                          |               |
| 1  | 1991 | S.T.U.N. Runner                            |               |
| 2  | 1989 | Chip's Challenge                           |               |
| 3  | 1989 | Electrocop                                 |               |
| 4  | 1990 | Gauntlet: The Third Encounter              |               |
| 5  | 1990 | Todd's Adventures in Slime World           |               |
| 6  | 1990 | Klax                                       |               |
| 7  | 1990 | Ms. Pac-Man                                |               |
| 8  | 1990 | Shangai                                    |               |
| 9  | 1990 | Paperboy                                   |               |
| 10 | 1990 | Rampage                                    | acció         |
| 11 | 1990 | Robo-Squash                                |               |
| 12 | 1990 | Xenophobe                                  |               |
| 13 | 1991 | A.P.B.                                     |               |
| 14 | 1991 | Awesome Golf                               |               |
| 15 | 1991 | Baseball Heroes                            |               |
| 16 | 1992 | Basketbrawl                                |               |
| 17 | 1995 | Batman Returns                             | acció         |
| 18 | 1991 | BattleWheels                               |               |
| 19 | 1992 | Battlezone 2000                            |               |
| 20 | 1992 | Bill & Ted's Excellent Adventure           |               |
| 21 | 1992 | Block Out                                  |               |
| 22 | 1993 | Checkered Flag                             | cotxes        |
| 23 | 1991 | Crystal Mines II                           |               |
| 24 | 1991 | Desert Strike                              | marcianets    |
| 25 | 1991 | Ninja Gaiden                               |               |
| 26 | 1993 | Dinolympics                                |               |
| 27 | ?    | Dirty Larry--Renegade Cop                  |               |
| 28 | 1993 | Double Dragon                              | un p/a tots   |
| 29 | ?    | Dracula - The Undead                       |               |
| 30 | ?    | European Soccer Challenge                  |               |
| 31 | 1991 | Fidelity Ultimate Chess Challenge          | joc de taula  |
| 32 | 1993 | Gordo 106                                  |               |
| 33 | 1991 | Hard Drivin'                               |               |
| 34 | 1992 | Hockey                                     | pilota        |
| 35 | 1992 | Hydra                                      |               |
| 36 | 1991 | Ishido: The Way of the Stones              |               |
| 37 | 1993 | Jimmy Connors' Tennis                      |               |
| 38 | 1992 | Joust                                      | plataformes   |
| 39 | 1992 | Kung Food                                  |               |
| 40 | 1993 | Lemmings                                   | trencacaps    |
| 41 | 1990 | Lynx Casino                                | jocs de taula |
| 42 | 1990 | Malibu Bikini Volleyball                   | pilota        |
| 43 | 1992 | NFL Football                               | pilota        |
| 44 | 1990 | Ninja Gaiden III: The Ancient Ship of Doom | acció         |
| 45 | 1991 | Pac-Land                                   | acció         |
| 46 | 1992 | Pinball Jam                                |               |
| 47 | 1992 | Pit-Fighter                                | un p/a tots   |
| 48 | 1992 | Power Factor                               |               |
| 49 | 1991 | Qix                                        | trencacaps    |
| 50 | 1992 | Rampart                                    | estratègia    |
| 51 | 1990 | RoadBlasters                               |               |
| 52 | 1991 | Robotron: 2084                             |               |
| 53 | 1990 | Rygar                                      | acció         |
| 54 | 1991 | Scrapyard Dog                              |               |
| 55 | 1992 | Shadow of the Beast                        | acció         |
| 56 | 1992 | Steel Talons                               |               |
| 57 | 1990 | Super Asteroids & Missile Command          |               |
| 58 | 1990 | Super Off Road                             | cotxes        |
| 59 | 1991 | Super Skweek                               |               |
| 60 | 1992 | Switchblade II                             |               |
| 61 | 1992 | Toki                                       | acció         |
| 62 | 1991 | Tournament Cyberball 2072                  |               |
| 63 | 1991 | Turbo Sub                                  |               |
| 64 | 1991 | Viking Child                               |               |
| 65 | 1991 | Warbirds                                   |               |
| 66 | 1992 | World Class Fussball/Soccer                |               |
| 67 | 1991 | Xybots                                     |               |
| 68 | ?    | Zarlor Mercenary                           |               |
| 69 | ?    | Legend                                     |               |

El 1986, R.J. Mical i Dave Needle (dissenyadors de l'ordinador Amiga) començaren a desenrotllar un sistema portàtil per a Epyx, una de les poques empreses estatunidenques que sobrevisqué a la fallida del 1983 i produí jocs d'ordinador com Impossible Mission o Summer Games. Llavors, el nínxol de mercat de videojocs portàtils encara no estava explotat, amb precedents com els jocs de Mattel Electronics, la Microvision de Milton & Bradley (1979), les Game & Watch de Nintendo o altres com la Game Pocket, exclusiva dels Japons.
Quan tingueren el projecte a punt, Epyx es trobà que les altes prestacions de la màquina la feien difícil de produir i comercialitzar per a ells, així que de primeres contactaren amb Nintendo per a oferir-li el producte, la qual el rebutjà perquè ja en tenia un de consola portàtil; el següent comprador va ser Atari, que després d'haver rebutjat a distribuir la Famicom al mercat nord-americà —un error que li féu perdre la posició capdavantera—, volia tornar a encapçalar el mercat amb un sistema comptetitiu. Atari no només canvià el nom de la Handy pel de Lynx, sinó que per mor del contracte d'explotació es féu amb tots els drets de l'aparell i acabà per cooptar Epyx.
Encara que Epyx els presentà un producte quasi acabat, Atari encara tardà dos anys abans de comercialitzar-la el 1989: durant eixe període feren un estudi de mercat en el qual presentaren prototips de diferents mides a grups de consumidors, els quals preferien les més granys. Després del llançament, una de les crítiques habituals al producte final fon la grandària excessiva de la carcassa, obra d'Atari, dins de la qual hi havia molt d'espai buit.
No obstant això, la Lynx era tècnicament superior no només a les altres portàtils contemporànies, sinó també —en alguns aspectes— a les consoles de 16 bits de la mateixa generació: a banda del microprocessador principal, una variant del WDC 65C02 de 8 bits de malnom Mikey, compta amb un altre coprocessador gràfic cMOS de 16 bits anomenat Suzy, capaç de reescalar sprites i escenaris —amb efectes pareguts al Super Scaler de Sega o el Mode 7 de la Super Nintendo— i d'amostrar un nombre d'objectes en pantalla comparable al de les recreatives de l'època.
A l'Amèrica del Nord, la Lynx es comercialitzà en dos paquets: un de bàsic només amb la consola, i un altre «de luxe» amb el joc California Games i un seguit d'accessoris (funda de transport, cable ComLynx i adaptador A/C, subistituït més tard per sis piles alcalines AA).
Un anunci televisiu del 1990 comptava amb l'actor Tobey Maguire, llavors encara un adolescent.
A Espanya, la filial d'Atari contractà anuncis a doble pàgina i la distribuí a grans superfícies, però la competència de la Game Boy i, en menor mesura, de la Game Gear féu que acabara liquidant-se a preu de saldo.

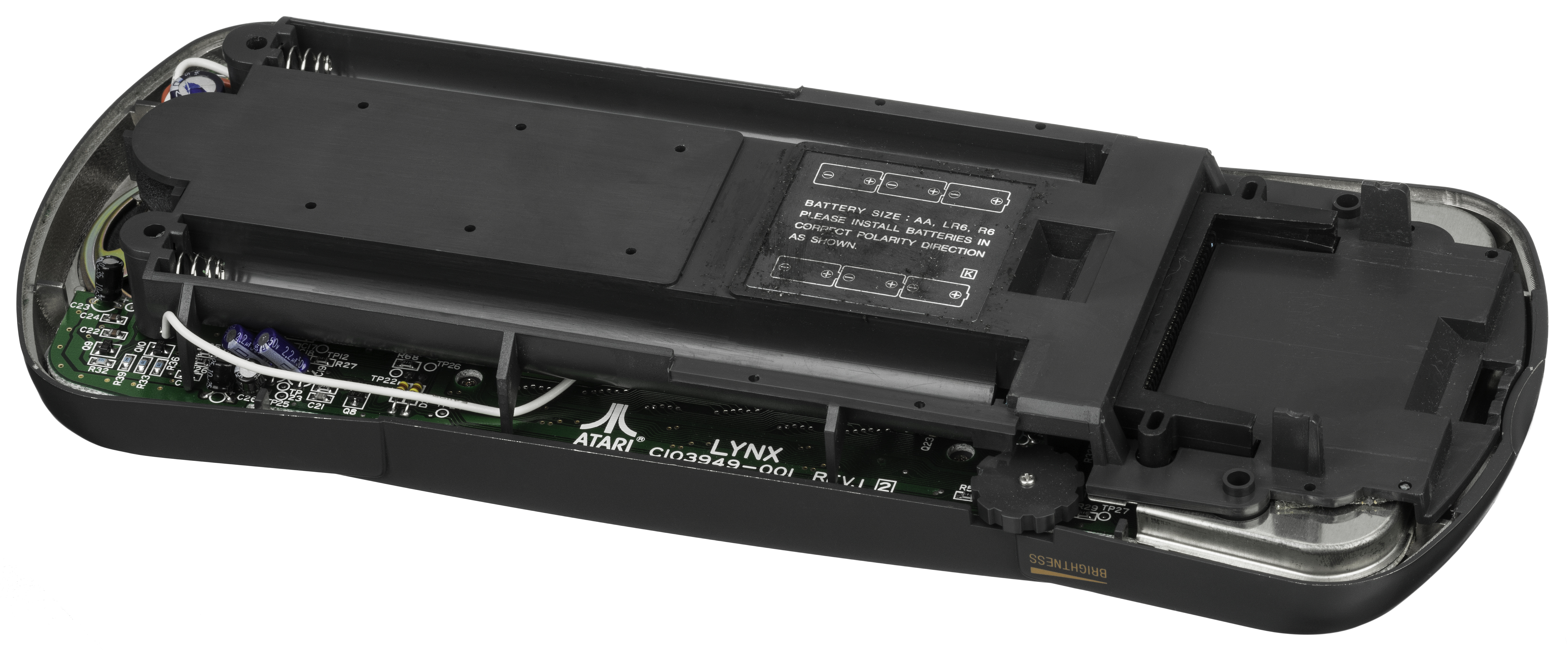
Revers interior
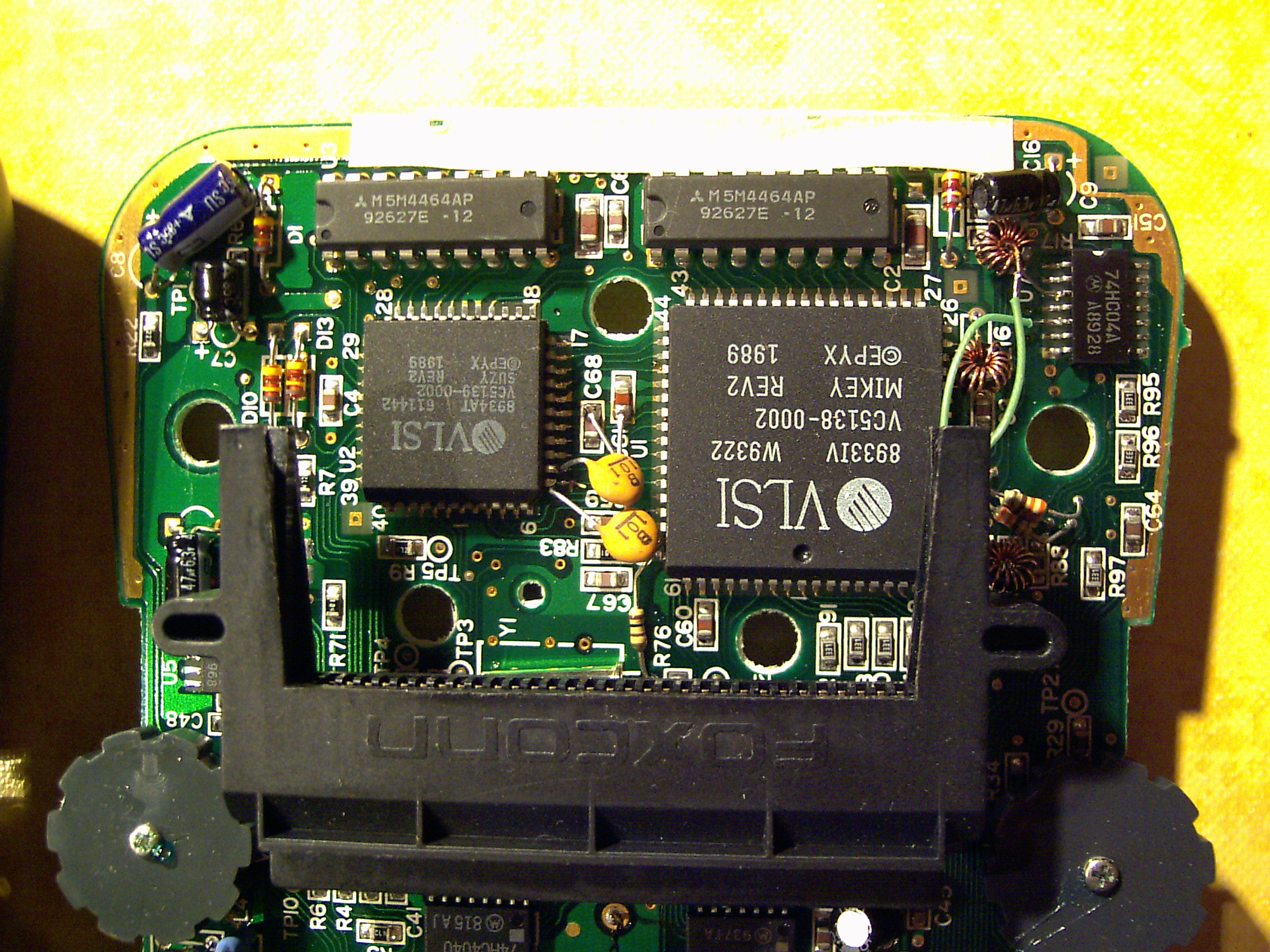
Suzy (esq.) i Mikey (dr.)
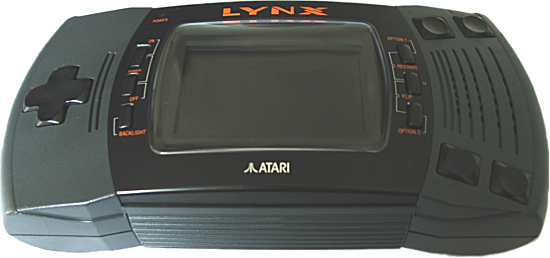
El segon model, Lynx II
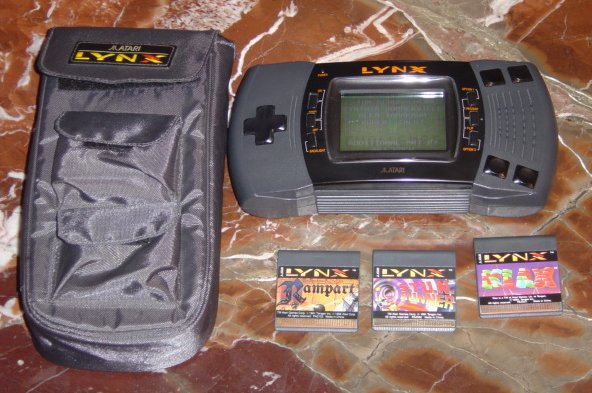
II amb Chip's Challenge i Rampart, Stulk Power i  Klax

### Lynx II
La segona versió de la consola, coneguda de manera extraoficial com a Lynx II, té les mateixes prestacions tècniques que l'original, però amb un disseny més eficient: la carcassa, més compacta, la fa més portable i l'entrada de les targetes és més fàcil; a més, li afig so estèreo a l'eixida d'auriculars, un LED indicador d'encesa i una major durada de les piles (296 mA, o 97 mA amb l'opció pantalla en pausa, amb la qual cosa poden durar fins a cinc hores).

## Jocs
Durant l'època de la Lynx, entre 1989 i 1995, es publicaren un total de setanta-un jocs oficials: és dir, comercialitzats només durant eixos anys, llicenciats per Atari, en una de les tres classes de cartutxos (tots de color gris fosc) i empaquetats en sengles tipus de caixes, gran o xicoteta. Després de l'etapa comercial, s'han alliberat jocs inèdits o casolans, fets per aficionats.